# Борки (Дзержинский район, Минская область)
Борки́ (бел. Баркі́) — деревня в составе Добринёвского сельсовета Дзержинского района Минской области Беларуси. Деревня расположена в 30 километрах от Дзержинска, 41 километрах от Минска и 28 километрах от железнодорожной станции Койданово.

## История
Деревня Борки впервые упоминается в 1885 году, как застенки Борки-Козловщина (они же Борки-Высшие) и Борки-Низшие в составе Станьковской волости Минского уезда Минской губернии. В 1897 году, по данным первой всероссийской переписи в застенке Борки-1 насчитывалось 4 двора, 30 жителей, в застенке Борки-2 — 4 двора, 34 жителя. В 1917 году в застенке Борки — 7 дворов, 55 жителей, на одноимённом хуторе 10 дворов, 33 жителя.
С 9 марта 1918 года в составе провозглашённой Белорусской Народной Республики, однако фактически находилась под контролем германской военной администрации. С 1 января 1919 года в составе Советской Социалистической Республики Белоруссия, а с 27 февраля того же года в составе Литовско-Белорусской ССР, летом 1919 года деревня была занята польскими войсками, после подписания рижского мира — в составе Белорусской ССР.
С 20 августа 1924 года деревня была включена в состав Добринёвского сельсовета Койдановского района (с 29 июня 1932 года — Дзержинского национального польского района) Минского округа. С 31 июля 1937 года в составе Минского района, с 4 февраля 1939 года в восстановленном Дзержинском районе. С 20 февраля 1938 года в составе Минской области. В 1926 году, по данным первой всесоюзной переписи в Борках насчитывалось 9 дворов, 50 жителей, в одноимённом посёлке — 12 дворов, 57 жителей. Непосредственно перед началом Второй мировой войны в деревне скончались 16 жителей деревни, в 1940 году — 128 жителей, 16 хозяйств.
В Великую Отечественную войну с 28 июня 1941 года до 7 июля 1944 года под немецко-фашистской оккупацией.  В январе 1943 года оккупанты полностью сожгли деревню (16 домов), уничтожив также 6 мирных жителей. На фронтах войны погибли 2 жителя деревни.
В послевоенные годы деревня была возрождена и вошла в состав колхоза им. Марата Казея, в 1960 году насчитывались 76 жителей. В 1991 году в Борках 12 дворов, 17 жителей. По состоянию на 2009 год деревня Борки в составе филиала ОАО «ММК-Агро».

## Население
| Численность населения (по годам) | Численность населения (по годам) | Численность населения (по годам) | Численность населения (по годам) | Численность населения (по годам) | Численность населения (по годам) | Численность населения (по годам) | Численность населения (по годам) |
| 1897                             | 1909                             | 1917                             | 1926                             | 1940                             | 1960                             | 1991                             | 1999                             |
| -------------------------------- | -------------------------------- | -------------------------------- | -------------------------------- | -------------------------------- | -------------------------------- | -------------------------------- | -------------------------------- |
| 64                               | ↗75                              | ↗88                              | ↗107                             | ↗128                             | ↘76                              | ↘17                              | ↘11                              |
| 2004                             | 2010                             | 2017                             | 2018                             |                                  |                                  |                                  |                                  |
| ↘6                               | ↘4                               | ↗5                               | →5                               |                                  |                                  |                                  |                                  |